# Акотанго
Акотанго (на испански: Acotango) е вулкан в западната част на Боливия, в департамента Оруро, на границата с Чили.
Височината му е 6052 m. Вулканът е сред най-високите от групата стратовулкани, разположени на границата между Боливия и Чили. Групата е известна като Невадос-де-Кимсачата и в нея са още върховете Умарата и Серо-Капурата.
Вулканът е силно обрушен, но потокът лава на северния му склон е морфологически нов, което предполага, че Акотанго е бил активен през холоцена.